# Dương Quốc Trung
Dương Quốc Trung (chữ Hán: 楊國忠; ? - 15 tháng 7, 756), tên cũ Dương Chiêu (楊釗), ngoại thích và quan viên nhà Đường, từng phục vụ với chức vị Tướng quốc dưới thời Đường Huyền Tông Lý Long Cơ. Cái tên Quốc Trung của ông là do chính Đường Huyền Tông đặt cho.
Nổi tiếng trong lịch sử vì là anh họ của Dương Quý phi, Dương Quốc Trung từ khi làm Tướng quốc đã độc bá triều cương, tham nhũng cùng kéo bè kết phái. Vì thế lực to lớn, Dương Quốc Trung có mâu thuẫn sâu sắc với An Lộc Sơn - một Tiết độ sứ thuộc phiên trấn, là một trong các nguyên nhân lớn dẫn đến loạn An Sử. Khi An Lộc Sơn cùng Sử Tư Minh phát động cuộc biến loạn, đã lấy danh nghĩa: 「Tru Quốc Trung, Thanh quân trắc; 誅國忠、清君側」.

## Tiểu sử
Dương Chiêu người huyện Vĩnh Lạc, Bồ Châu (蒲州; nay là Vĩnh Tế, Vận Thành, tỉnh Sơn Tây), con trai của Dương Tuần (楊珣). Với Dương Quý phi, ông là đường huynh do hai nhà của hai người đã phân nhánh từ thời tổ phụ, hoặc tằng tổ phụ. Sách Cựu Đường thư cùng các sách sử khác không ghi lại năm sinh của Chiêu, nhưng lại nói ông vốn là con của Trương Dịch Chi (张易之) - sủng thần của Võ Tắc Thiên.
Khi Hồ Tam Tỉnh (胡三省) tiến hành chú thích Tư trị thông giám, có nói:「"Dựa theo cuốn [Thiên Bảo cố sự] của Trịnh Thẩm, Dương Quốc Trung vốn là con trai Trương Dịch Chi. Y vốn là con của Dịch Chi với một nữ nô ở Tân Châu"」, tuy nhiên chính Hồ Tam Tỉnh cũng lại nói rất có thể đây chỉ là lời đồn vô căn cứ. Bên cạnh đó, vào khoảng năm Thiên Bảo về sau (năm 750), Dương Chiêu từng vì Trương Dịch Chi, Trương Xương Tông mà xin lật lại bản án, cầu truy phong cho hai người. Điều này có thể chứng minh, ít nhiều lời đồn đãi này là có căn cứ. Dương Chiêu những khi còn trẻ không chăm lo đọc sách, chỉ lêu lỏng ở nông thôn, thường xuyên uống rượu say bí tỉ. Những người cùng xuất thân trong môn đệ đối với Dương Chiêu không hề để vào mắt. Do không có tài cán, Dương Chiêu cũng dần xin làm quân lữ.
Những năm đầu Thiên Bảo, em gái cùng họ là Dương Thái Chân được Đường Huyền Tông sủng hạnh, sách phong Quý phi. Dương Chiêu do là anh họ, cũng được trọng dụng. Năm thứ 9 (750), Dương Chiêu xin được đổi tên, Huyền Tông ban tên 「Quốc Trung」, đề bạt làm Kim Ngô binh tào Tham quân nhàn cứu phán quan (金吾兵曹參軍閑廄判官), sau lại thăng Phủ doãn của Kinh Triệu, kiêm Thị lang bộ Binh. Sau nữa, thành Tiết độ sứ của Kiếm Nam (劍南). Việc Quốc Trung nổi lên là chủ ý của Đường Huyền Tông nhằm dùng ông thay thế và kiềm hãm thế lực của Tể tướng đương thời Lý Lâm Phủ. Trong thời gian ấy, Dương Quốc Trung không ngừng được trọng dụng, lên đến Ngự sử đại phu (御史大夫), lãnh bộ Lại. Đến năm Thiên Bảo thứ 11 (752), Lý Lâm Phủ qua đời, Huyền Tông bái phong Dương Quốc Trung làm Hữu tướng, kiêm Thượng thư bộ Văn, Đại học sĩ của Tập Hiền điện, tổng cộng kiêm nhậm hơn 40 chức khác nhau. Ngoài ra, Huyền Tông còn phong tước vị Vệ Quốc công (衛國公), sách bái Tư không. Trong lúc chấp chính, Dương Quốc Trung có 2 lần phát động chiến tranh với Nam Chiếu.
Trong lúc thế lực ngày một mạnh, Dương Quốc Trung có mâu thuẫn với Tiết độ sứ của Phạm Dương là An Lộc Sơn. Hai bên như nước với lửa, Dương Quốc Trung không ngừng tố cáo An Lộc Sơn tất có ý phản nghịch, vì lo sợ An Lộc Sơn nổi lên sẽ khiến mình mất đi địa vị. An Lộc Sơn không nhịn được, bèn phát động cuộc binh biến loạn An Sử nổi tiếng.

## Cái chết
Năm Thiên Bảo thứ 14 (755), An Lộc Sơn phát động binh biến, lấy danh nghĩa diệt trừ gian thần Dương Quốc Trung dấy binh, sử gọi là Loạn An Sử. Đồng Quan vốn dĩ là một nơi hiểm yếu, nếu được bố trí mạnh mẽ với một lực lượng chốt chặn, thì sẽ giúp Trường An cầm cự an toàn lâu dài hơn, nhưng Dương Quốc Trung lại dâng một kế rất ư là hạ sách: mở cổng nghênh chiến đối đầu trực tiếp với quân An Lộc Sơn. Tháng Sáu năm ấy, kế hạ sách này đã khiến Đồng Quan bị vây hãm, tướng Ca Thư Hàn (哥舒翰) bị trấn thủ và bị bắt, và làm cả Trường An bị chấn động.
Đường Huyền Tông toan thiện nhượng cho Thái tử Lý Hanh, nhưng Dương Quốc Trung đề nghị triều đình dời đến Tứ Xuyên. Khi đến Mã Ngôi Dịch (馬嵬驛; nay là Hưng Bình, Hàm Dương, tỉnh Thiểm Tây), tướng sĩ mỏi mệt đói khát, cự tuyệt tiếp tục hành quân. Thái tử Lý Hanh, cùng Lý Phụ Quốc và Cao Lực Sĩ kế hoạch cổ động, Đại tướng quân Trần Huyền Lễ (陳玄禮) bèn nói:"Hôm nay thiên hạ băng ly, bệ hạ chấn động, chẳng lẽ không phải là do Dương Quốc Trung xâm hại, bóc lột dân chúng, làm cho triều dã oán hận sao? Nếu không giết hắn để tạ lỗi với thiên hạ, thì làm sao xoa dịu cái nỗi hận của kẻ sĩ thiên hạ đây?".
Cuối cùng, Thái tử Lý Hanh cùng Trần Huyền Lễ đến trước Huyền Tông thỉnh giết toàn bộ gia tộc họ Dương. Nghe tin ấy, Dương Quốc Trung trốn đến Tây môn (西門), binh sĩ xếp thành hàng, lớp lớp kéo đến tranh nhau chém giết. Vợ của Dương Quốc Trung là Bùi Nhu (裴柔), cùng con trai Dương Hi (杨晞) toan chạy trốn cũng đều bị quân lính giết hại. Những người chết trong biến loạn này đều là thân thích họ Dương, bao gồm các vị Dương Quý phi, Quắc Quốc phu nhân và Hàn Quốc phu nhân.